# Eccidio del Lago Maggiore
L'eccidio del Lago Maggiore indica la strage nazista di ebrei dell'autunno 1943 che coinvolse nove località, tutte dell'allora provincia di Novara (oggi suddivisa nelle province di Novara e del Verbano-Cusio-Ossola).

## La presenza ebraica sul lago
Nel settembre del 1943 nell'alto novarese erano presenti almeno un centinaio di ebrei appartenenti a tre diverse categorie: ebrei italiani residenti da tempo nelle diverse località; ebrei italiani sfollati da Milano e dalla Lombardia a seguito dei bombardamenti e alloggiati in affitto o in albergo; ebrei provenienti dall'estero (sia con cittadinanza italiana sia con altra cittadinanza) e alloggiati soprattutto negli alberghi. Il gruppo più consistente di questi ultimi proveniva da Salonicco dove, nella primavera, era iniziata la deportazione in massa della comunità ebraica, con l'eccezione degli ebrei italiani che, con l'aiuto del consolato italiano, poterono defluire verso Atene, allora occupata dagli italiani.

## L'arrivo delle SS
Poco dopo l'armistizio dell'8 settembre le forze tedesche occupano la provincia di Novara. Sul lago la notte dell'11 settembre arriva il 1º battaglione della Panzer-Division Waffen SS – LSSAH (Leibstandarte Adolf Hitler – Guardia del Corpo Adolf Hitler) che precedentemente operava sul fronte dell'Europa orientale. Il comando viene installato all'Hotel Beaurivage di Baveno e i principali centri della costa piemontese del lago e della Val d'Ossola vengono occupati. Resteranno circa un mese e successivamente si trasferiranno a Casale Monferrato. Le direttive, oltre all'occupazione del territorio, la requisizione delle armi e il controllo del confine, in particolare per impedire la fuga dei soldati italiani sbandati, parlano anche della "messa in sicurezza degli ebrei".
Lo storico tedesco Lutz Klinkhammer scrive che in mancanza «di compiti di combattimento gli ufficiali delle SS, organizzarono magnifiche feste negli alberghi intorno al lago» e che probabilmente fin dall'inizio «gli ufficiali del comando del battaglione presero la decisione di applicare all'Italia uno dei meccanismi della guerra ideologica nazionalsocialista applicato nell'Est: vale a dire la caccia agli ebrei che vivevano sul lago Maggiore. La truppa aveva sicuramente "imparato" nei teatri di guerra dove era stata attiva fino ad allora, che nessuna azione nei confronti degli ebrei poteva determinare conseguenze penali».

## Cronologia della strage
Il rastrellamento degli ebrei iniziò a Baveno tra il 13 e il 14 settembre per proseguire nei giorni successivi. Qui vennero prelevate in particolare l'intera famiglia di Mario Luzzato, per anni direttore della sede di Londra della Pirelli, residente nella villa del Castagneto e quella di Emil Serman, ricco commerciante di origine austriaca, residente nella Villa Fedora. Vennero inoltre arrestati un anziano rabbino di origine lettone con sua moglie e altre due donne. In totale 14 vittime prima portate all'Hotel Ripa e poi fatte sparire; probabilmente fucilate sulla riva e poi gettate nel lago. Di seguito le ville furono saccheggiate e nelle loro sale si tennero feste e banchetti. Fu poi organizzata una messa in scena in cui il podestà Columella, attorniato da ufficiali delle SS, lesse alla popolazione due finte lettere dei capifamiglia rastrellati: questi ultimi tranquillizzavano sul loro destino e donavano dei soldi ai poveri del paese.
Il giorno 15 proseguirono i rastrellamenti in altre località. Ad Arona venne prelevato nella sua abitazione, con l'anziana madre, il conte Vittorio Cantoni Mamiani Della Rovere e successivamente dal suo negozio la moglie del fotografo Penco, in albergo alcuni componenti della famiglia Modiano, proveniente da Salonicco e, in una villetta affittata, madre e figlio Rakosi, di origine ungherese. In totale nove vittime di cui non si seppe più nulla. La numerosa famiglia dell'industriale milanese Federico Jarach, residente in una villa fuori Arona, riuscì a salvarsi traversando il lago in barca, perché avvisata telefonicamente appena in tempo.

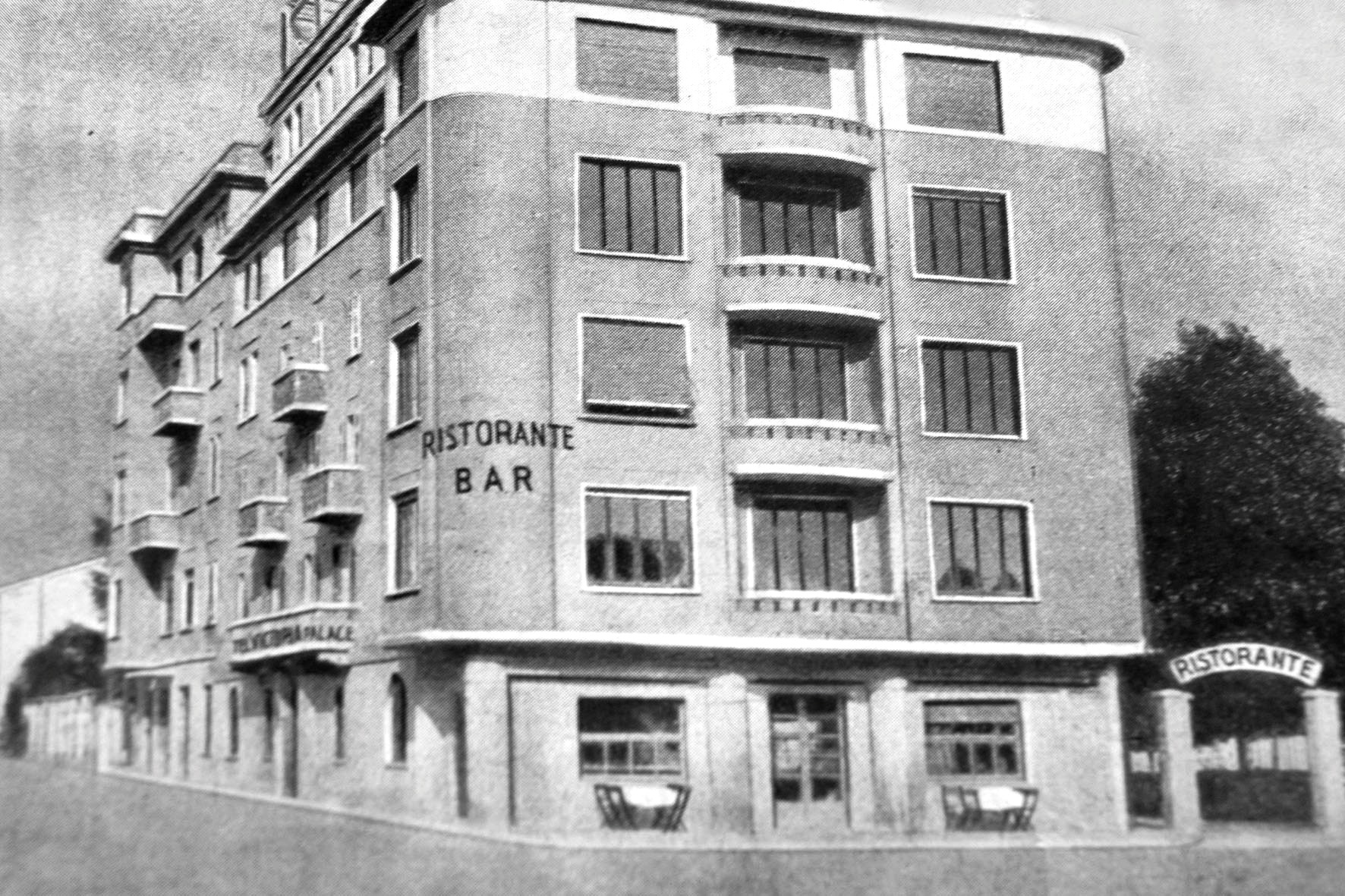
L'Hotel Meina dopo la guerra

A Meina l'episodio più noto: sedici ebrei ospiti dell'Albergo Meina vennero prima identificati e trattenuti per alcuni giorni in una stanza e poi, in due notti successive (22 e 23 settembre), uccisi e gettati con zavorre nel lago, ad alcune centinaia di metri di distanza del paese. Fra di loro vi era la famiglia Fernandez Diaz, di Salonicco, composta dai coniugi Pierre e Liliana Scialom, dal padre di lui Dino (settantaseienne) e dai tre figli della coppia, Jean, Robert e Blanchette, rispettivamente di 17, 13 e 12 anni. I coniugi furono assassinati nella notte fra il 22 e il 23 settembre, assieme a un'altra dozzina di persone prelevate a gruppi di quattro, caricate su un camion che le portava al luogo dove venivano fatte scendere, abbagliate coi fari del camion e uccise a colpi di pistola sparati alle spalle. I corpi venivano poi gettati nel lago. La squadra di SS che si occupò delle esecuzioni era composta di otto uomini, fra cui gli Scharführer Schultz e Leithe. Mentre le esecuzioni avevano luogo, altre SS «rimasero nell'albergo a ballare e divertirsi in compagnia di alcune ragazze». Scrive Klinkhammer: 
Secondo lo storico Bruno Maida l'uccisione di Robert e Blanchette Fernandez Diaz «fu la morte dei primi due bambini ebrei, vittime della volontà sterminativa tedesca applicata all'Italia».
Alcuni corpi affiorarono dopo il primo giorno e vennero riconosciuti da abitanti del luogo. Il padrone dell'albergo, Alberto Behar e la sua famiglia, di nazionalità turca, anche se ebrei, poterono salvarsi per l'intervento diretto del console della Turchia, paese allora neutrale. Di questa strage diede testimonianza, con uno scritto prima e poi in numerosissime occasioni e incontri pubblici, la figlia dell'albergatore, l'allora tredicenne Becky Behar.
A Orta vengono arrestati nella loro abitazione lo zio e il cugino di Primo Levi, Mario e Roberto, qui residenti da alcuni mesi con le loro mogli le quali - come testimonia nel suo diario la moglie di Roberto, Elena Bachi - dopo aver inutilmente cercato di ottenere informazioni presso i comandi delle SS sul lago, capiscono di esser anche loro in pericolo e vengono aiutate a nascondersi. Dei loro congiunti non seppero mai più nulla.
A Mergozzo, sempre la mattina del 15, le SS irruppero nell'abitazione di Mario Abramo Covo e vi si installarono per tutta la giornata, presumibilmente in attesa anche della figlia Lica e di suo marito, il grafico Albe Steiner, che comunque non rientrarono. La sera vennero portati via il Covo e due suoi nipoti, temporaneamente ospiti. La moglie del Covo, Maddalena Stramba, cercherà per anni inutilmente loro notizie. Solo dopo la sua morte emergeranno testimonianze locali sulla loro uccisione in un campo non molto distante dal paese; sul luogo, nel 2003, sono stati collocati un monumento e una lapide in loro ricordo.
Secondo Klinkhammer gli avvenimenti di Mergozzo costituiscono una delle dimostrazioni del fatto «che gli uomini delle SS conoscevano precisamente i luoghi di residenza e di soggiorno degli ebrei italiani e stranieri intorno al lago Maggiore, informazioni che devono aver ricevuto da altre fonti»; fra queste tipologie di fonti Klinkhammer menziona le «liste contenenti i nomi degli abitanti ebrei esistenti presso le anagrafi e le autorità italiane» e le denunce da parte di informatori italiani, ma - aggiunge - più importante «della denuncia individuale era naturalmente la collaborazione istituzionale da parte dell'Ufficio Politico Investigativo, della Guardia nazionale repubblicana, delle questure, delle prefetture, ecc. - una collaborazione di importanza essenziale per la forza d'occupazione in tutti i campi della "Gegnerbekämpfung" (lotta contro il nemico) e del controllo del territorio».
Il 16 settembre fu il giorno del rastrellamento a Stresa. Vennero prelevati e trasferiti al locale comando SS, presso la Villa Ducale, l'anziano avvocato veronese Tullio Massarani con sua sorella e, successivamente, il commerciante Giuseppe Ottolenghi con sua figlia che erano sfollati da Genova e alloggiavano in un appartamento nel centro del paese. Anche di questi quattro arrestati non si seppe più niente. Scrive Klinkhammer che «il segretario comunale Mario Daveri era stato invitato a richiedere ai proprietari degli alberghi di Stresa gli elenchi degli ospiti» e che probabilmente questi elenchi furono consegnati ai tedeschi, nonostante l'opposizione del podestà, generale Umberto Testa. «Franca Negri, proprietaria dell'albergo Speranza a Stresa, informò i suoi ospiti ebrei del pericolo imminente, in modo che questi riuscirono a fuggire in tempo. Probabilmente furono muniti di documenti falsi e di tessere annonarie nel municipio».
A Pian Nava, località collinare sopra Intra, vicino a Premeno, si erano rifugiati nel locale alberghetto il cinquantacinquenne Humbert Scialom e sua moglie, provenienti da Salonicco. A seguito di una probabile delazione di un cuoco, temporaneamente dipendente dell'albergo, la mattina del 17 settembre una camionetta delle SS li prelevò insieme al loro bagaglio. Dei due coniugi non si seppe poi più nulla.
Il 19 settembre a Novara il comandante Rudolf Flot procedette all'arresto di Giacomo Diena, ex ufficiale e invalido della Grande Guerra che, pur preavvisato del pericolo, si sentì al sicuro per i suoi meriti militari; con lui venne prelevato lo zio Amadio Jona e successivamente una trentunenne: Sara Bertie Kaatz. Furono trasferiti a Torino e di loro non si hanno più notizie certe. Pochi giorni dopo lo stesso Flot si fece consegnare dalla Banca Popolare di Novara le chiavi delle cassette di sicurezza dei novaresi di origine ebraica e ne trafugò il contenuto. Dalle ultime ricerche condotte, a Novara risulta arrestata e poi tradotta in carcere anche Reneé Marie Henriette Citroen. L'avviamento al carcere porta oggi a espungere l'episodio di Novara, per le modalità con cui fu condotto, dal resto della strage. 
L'ultimo episodio avvenne una ventina di giorni dopo a Intra. L’8 ottobre fu arrestato in Ossola il giovane Riccardo Ovazza che cercava contatti per espatriare in Svizzera. Condotto a Intra al locale comando SS, insediato nelle ex scuole elementari femminili, venne interrogato e torturato per ottenere informazioni sui familiari e ucciso la sera stessa. Il corpo fu poi bruciato nella caldaia della scuola. Il giorno successivo il padre, il noto banchiere Ettore Ovazza, con il resto della famiglia, fu fermato in un albergo di Gressoney e successivamente trasferito, con tutti i beni, a Intra. Nonostante il suo passato di fascista della prima ora e la sua attività di propaganda del fascismo all'interno della comunità ebraica, anche lui, insieme a moglie e figlia quindicenne, fu ucciso negli scantinati della scuola. I corpi, fatti a pezzi, furono anch'essi poi bruciati nella caldaia. «Per più giorni, stando alle testimonianze, dal comignolo della scuola uscì fumo e acre odore di carne bruciata».
Circa l'iter della strage, Klinkhammer scrive che la decisione di sterminare gli ebrei arrestati venne presa forse fra il 19 e il 21 settembre, «nel corso di un incontro, o di una festa, cui partecipò la maggior parte dei comandanti di compagnia e degli ufficiali del battaglione», e che probabilmente «in quel momento i capi di famiglia di sesso maschile (soprattutto i proprietari delle ville: Mario Luzzatto ed Emil Serman) erano già stati uccisi. In ogni caso, intorno al 20 settembre si decise di uccidere anche tutti gli altri familiari ebrei: donne, vecchi e bambini. Tale decisione, presa dagli ufficiali, fu trasmessa ad alcuni sottufficiali scelti delle SS che dovevano eseguire gli assassini; come "compenso" avrebbero partecipato alla spartizione del bottino. [...] - Nella notte tra martedì 21 e mercoledì 22 settembre, furono uccisi i primi famigliari degli uomini interrogati. Un numero non esattamente precisabile di donne e di bambini furono colpiti a morte con delle chiavi inglesi. In un primo momento i corpi furono sotterrati in un piccolo bosco, ma dato che la popolazione italiana e le autorità civili si erano messe alla ricerca dei dispersi, qualche notte dopo i cadaveri furono dissotterrati e messi in sacchi postali che, appesantiti con dei sassi, furono poi gettati nel lago Maggiore».
Secondo Klinkhammer l'eccidio «degli ebrei sul lago Maggiore fu un'iniziativa circoscritta agli ufficiali del I battaglione»; lo stesso autore ritiene «improbabile che prima dell'insediamento del governo Mussolini ci possa essere stato un ordine per l'arresto (oppure per l'uccisione) degli ebrei presenti in Italia». Le SS, «con l'arresto, la deportazione e l'eliminazione dei ricchi proprietari disposero improvvisamente dell'accesso alle loro ville, alle loro cantine di vino, alle dispense alimentari, al tabacco, ai gioielli, ai soldi, ai mobili, nonché del loro personale di servizio. L'eccidio spianò la strada a serate di ballo che avevano come unico scopo quello di sedurre donne e ubriacarsi. Quando non riuscirono a raggiungere tali obiettivi, a volte violentarono le domestiche. Probabilmente anche alcune delle vittime di sesso femminile uccise sono state stuprate immediatamente prima dell'esecuzione». 
Klinkhammer commenta che quando «le unità delle SS furono rispedite a combattere sul fronte orientale, l'intermezzo italiano, durato dall'agosto all'ottobre del 1943, deve essergli sembrato quasi una forma di licenza»; e che d'altra parte il mito, inizialmente coltivato dalle SS, di «un'occupazione facile» dell'Italia «fu infranto massicciamente dalle azioni del movimento partigiano in costante crescita, soprattutto dopo la primavera 1944. In questa prospettiva, l'attentato di via Rasella [...] segnò forse anche una cesura mentale per i comandi militari tedeschi in Italia. La Leibstandarte però non sperimentò un tale shock. In quel momento era già di nuovo attiva sul fronte orientale».

## Elenco delle vittime per località, età e gruppi familiari

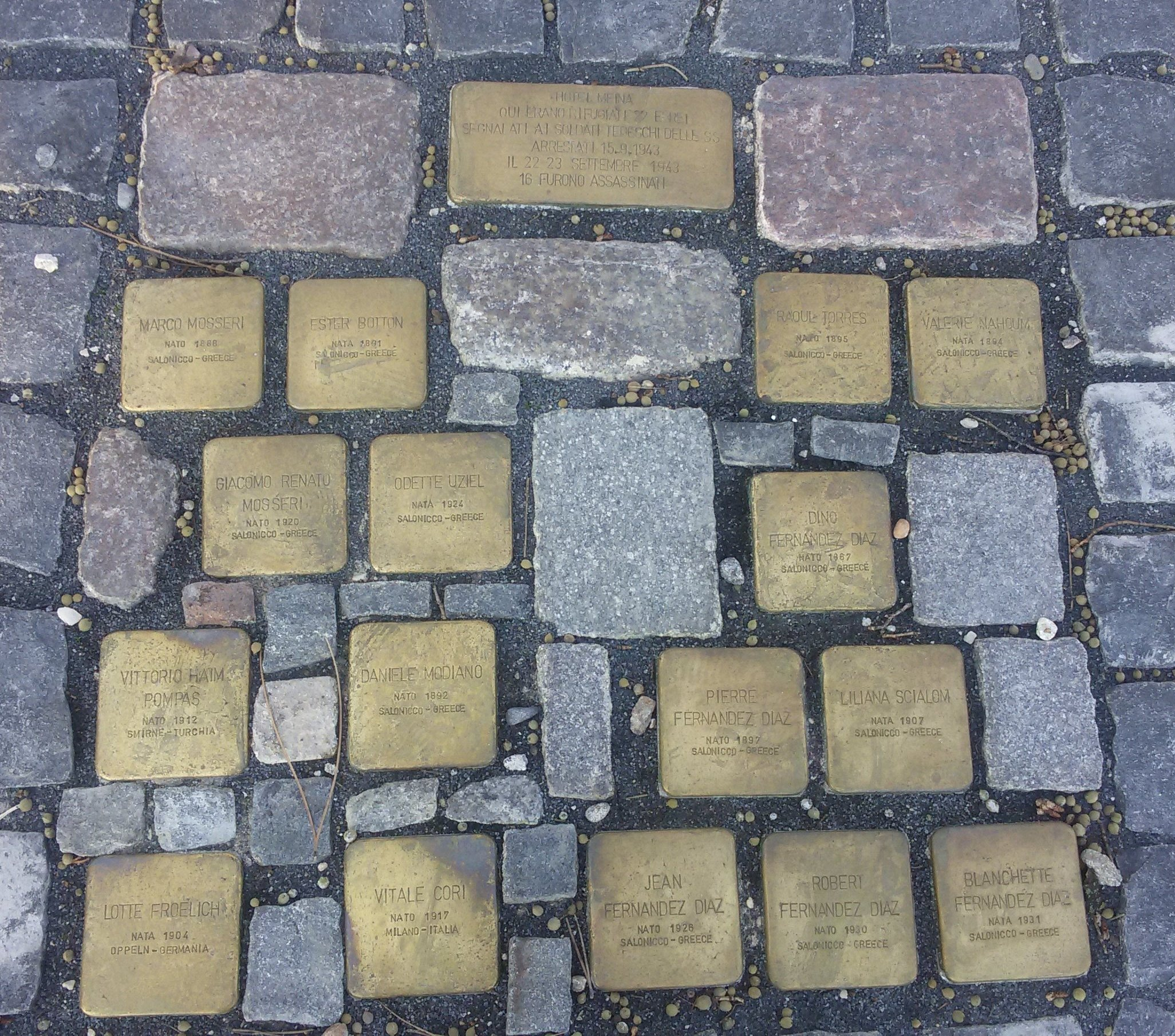
Le pietre d'inciampo di Meina (NO)

- Baveno (14 vittime): Mario Luzzatto, anni 53; Bice Ginesi, anni 45; Olga Ginesi, anni 48; Silvia Luzzatto, anni 20; Maria Grazia Luzzatto, anni 18. - Emil Serman, anni 62; Maria Müller, anni 43; Stefania Müller, anni 41; Giulia Werner, anni 77; Sofia Czolosinska, anni 39. - Joseph Wofsi, anni 70; Emma Baron, anni 61. - Carla Caroglio, anni 25. - Fanny Jette Engel, anni 70.

- Arona (9 vittime): Irma Finzi Cantoni, anni 70; Vittorio Angelo Cantoni Mamiani Della Rovere, anni 43. - Giacomo Elia Modiano, anni 34; Mary Bardavid, anni 22; Carlo Elia Modiano, anni 32; Grazia Modiano, anni 26. - Carla Kleinberger Rakosi, anni 45; Tiberio Alexander Rakosi, anni 22. - Margherita Coen Penco, anni 56.

- Meina (16 vittime): Marco Mosseri, anni 55; Ester Botton, anni 52; Giacomo Renato Mosseri, anni 22; Odette Uziel, anni 19. - Dino Fernandez Diaz, anni 76; Pierre Fernandez Diaz, anni 46; Liliana Scialom, anni 36; Jean Fernandez Diaz, anni 17; Robert Fernandez Diaz, anni 13; Blanchette Fernandez Diaz, anni 12. - Raoul Torres, anni 48; Valerie Nahoum, anni 49. - Vittorio Haim Pompas, anni 31. - Vitale Cori, anni 26. - Lotte Froehlich Mazzucchelli, anni 38. - Daniele Modiano, anni 51.

- Orta (2 vittime): Mario Levi, anni 62; Roberto Levi, anni 23.

- Mergozzo (3 vittime): Mario Abramo Covo, anni 66; Alberto Abramo Arditi, età presunta 55; Matilde David, età presunta 50.

- Stresa (4 vittime): Tullio Massarani, anni 64; Olga Massarani, anni 65. - Giuseppe Ottolenghi, anni 71; Lina Ottolenghi, anni 38.

- Pian Nava (2 vittime): Humbert Scialom, anni 55; Berthe Bensussan, anni 50.

- Novara (3 vittime): Giacomo Diena, anni 56; Amadio Jona, anni 79. - Sara Berta Kaatz, anni 31.

- Verbania Intra (4 vittime): Ettore Ovazza, anni 51; Nella Sacerdote, anni 41; Riccardo Ovazza, anni 20; Elena Ovazza, anni 14.

## I giusti e i salvati

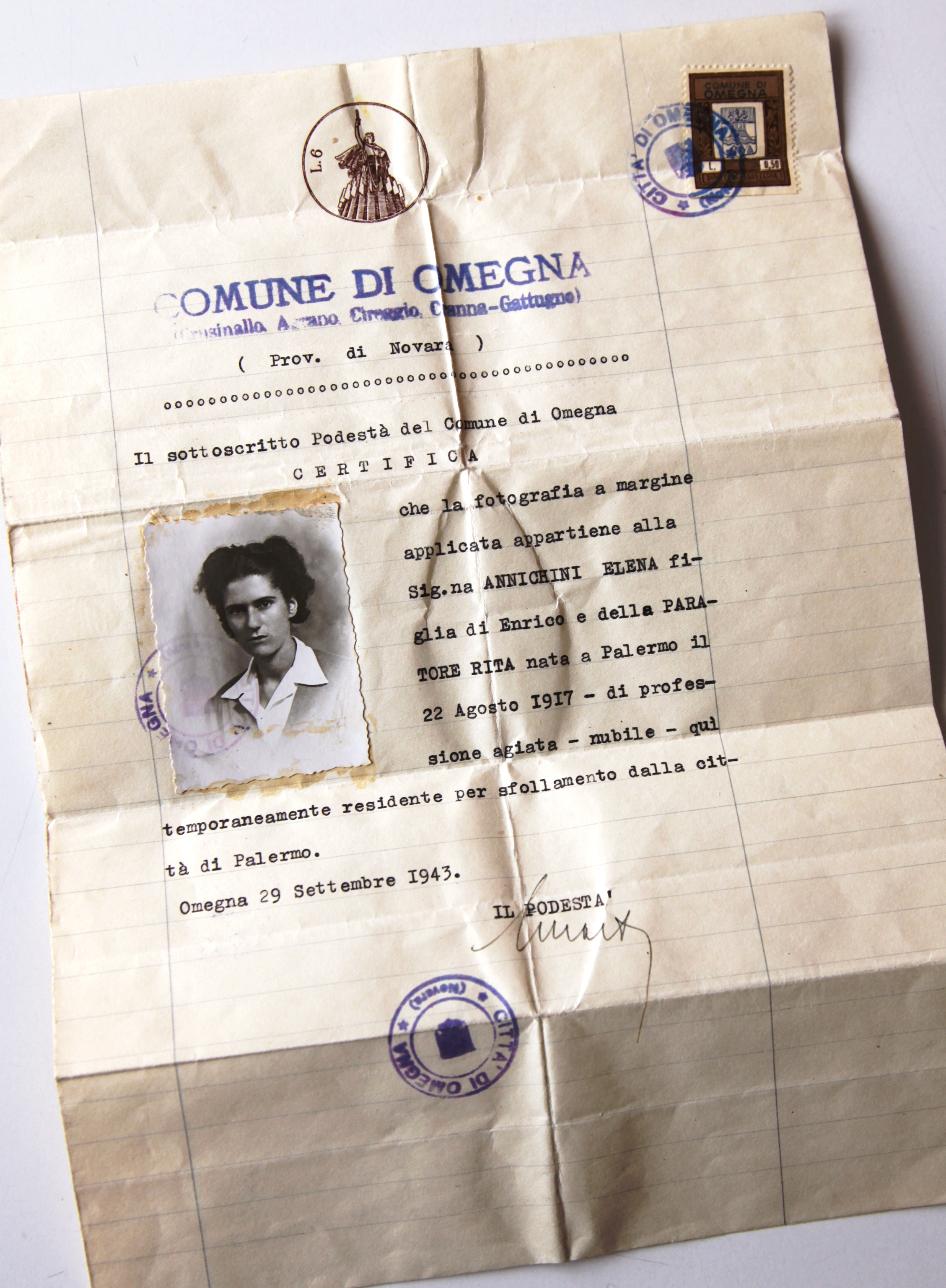
Documento falsificato di Elena Bachi

Di fronte a un numero di 57 vittime accertate, almeno altrettanti sono gli ebrei che, avvisati e talora aiutati, riuscirono a salvarsi, anche rifugiandosi in Svizzera nascondendosi.
Fra i casi conosciuti quello della famiglia Jarach che, trasportata appena in tempo sulla sponda lombarda del lago con la barca, dal custode della villa, Luciano Visconti, e da sua moglie, furono ospitati da parenti di questi a Dumenza, sopra Luino. A Stresa è la proprietaria dell'Albergo Speranza, Franca Negri Padulazzi, presente in Comune quando arriva la telefonata che richiede la lista degli ebrei, ad avvisare prima i propri clienti e poi quelli degli altri alberghi. A Novara, è dalla stessa questura che si fa in modo che gli ebrei novaresi sappiano che il comando tedesco aveva richiesto l'elenco dei residenti. Elena Bachi, moglie di Roberto Levi, dopo la cattura del marito e del suocero, in grave pericolo, viene indirizzata dal podestà di Orta, Gabriele Galli, presso don Giuseppe Annichini, viceparroco di Omegna, che la nasconde, le procura documenti falsi facendola risultare sua nipote e le trova una residenza in Val Strona, dove resterà coi suoi genitori sino alla fine della guerra.

## I processi
La procura militare di Torino nel 1953 intraprende un'istruttoria nei confronti dell'ex ufficiale delle SS Gottfried Meir, responsabile a Intra della strage della famiglia Ovazza. Il processo si celebra a Torino nel 1955 con l'imputato, all'epoca direttore di una scuola elementare in Austria, contumace. Il processo si conclude nel luglio del 1955 con la condanna all'ergastolo. Il governo austriaco non concederà l'estradizione.
L'istruttoria per il processo di Osnabrück, relativo alle stragi di Baveno, Arona, Meina, Stresa e Mergozzo iniziò nel 1964 con la presa di contatto fra i giudici tedeschi ed Eloisa Ravenna del Centro di Documentazione Ebraica Contemporanea per avere informazioni e reperire testimoni sulla strage del lago Maggiore. Il processo si celebrò, nel 1968, con sei mesi di udienze – alcune delle quali in rogatoria a Milano – e la convocazione di 180 testimoni. La sentenza del 5 luglio 1968 condannò all'ergastolo i quattro capitani Friedrich Bremer, Hans Krüger, Herbert Schnelle, Hans Röhwer e a tre anni, quali esecutori, i due sottufficiali Oskar Schultz e Ludwig Leithe. La Corte Suprema di Berlino, due anni dopo, in seguito al ricorso degli imputati, li prosciolse e ne ordinò la scarcerazione, dichiarando i reati prescritti, con sentenza definitiva dell'aprile 1970.

## Gli studi e il dibattito storiografico
Le prime notizie sulla strage degli ebrei sul lago Maggiore appaiono già nell'ottobre del 1943 su giornali svizzeri; in Italia bisogna aspettare giugno e luglio del 1945, su giornali locali piemontesi e, nei mesi successivi, anche su testate nazionali. Fino al processo di Osnabrück nei testi storici praticamente non se ne parla con l'eccezione di poche pagine di Giorgio Bocca; bisognerà aspettare il 1978 affinché Giuseppe Mayda dedichi un capitolo alla "Strage sul Lago". Le due opere più complete appaiono entrambe nel 1993 per opera di Marco Nozza e di Aldo Toscano; il primo, giornalista lombardo che aveva seguito il processo di Osnabrück; ebreo novarese, il secondo, che, sfuggito casualmente al rastrellamento di Baveno e successivamente rifugiato in Svizzera, nel dopoguerra raccoglierà con tenacia documenti e testimonianze..

Da La Stampa del 17 gennaio 1968

La collocazione puntuale dell'eccidio del lago all'interno del quadro complessivo della deportazione ebraica in Italia è stata realizzata da Liliana Picciotto nel suo "Libro della Memoria".
Un convegno del 2001, oltre a fare il punto sugli studi, mette anche in luce due tendenze interpretative; la prima, in linea con le valutazioni dei giudici di Osnabrück, ritiene che le SS sul lago Maggiore non avessero avuto l'ordine di uccidere e che pertanto l'iniziativa, anche per motivi di rapina, fosse dei comandanti locali – tesi questa sostenuta dalla Picciotto Fargion e da Roberto Morozzo Della Rocca; Mauro Begozzi, riprendendo quanto sostenuto da Marco Nozza nel suo Hotel Meina, ritiene invece che la durata e l'ampiezza della strage non possano esser considerate casuali ma rimandino a ordini e responsabilità di tutti i comandi superiori.

## Filmografia
Un primo documentario è stato realizzato nel 1994 dalla Televisione Svizzera Italiana: 1943: I giorni dell'eccidio. Una strage nazista sul Lago Maggiore a cura di Fabio Calvi ed Enrico Lombardi. Gli eccidi – in particolare quelli di Meina, Arona, Mergozzo e Intra – vengono ricordati con interviste con testimoni e con i commenti storici di Michele Sarfatti del CDEC e di Marco Nozza del quale era uscito l'anno prima il volume Hotel Meina che evidentemente ha costituito il riferimento principale per gli autori del filmato.
Nel 2007 è stato realizzato Hotel Meina, il discusso film di Carlo Lizzani che formalmente si ispira al libro omonimo di Marco Nozza. In realtà si tratta di una fiction che romanza gli avvenimenti dell'eccidio di Meina con riferimenti storici imprecisi (es. la presenza di partigiani in zona già nel settembre 1943; il riferimento anch'esso anticipato al Manifesto di Ventotene che è del 1944, ecc.); un film che, come afferma il regista, intende leggere la reclusione e la strage degli ebrei dell'albergo come «una vicenda che diventa anche un apologo sulla condizione umana».
Nel gennaio 2011 viene presentato il documentario Even 1943. Olocausto sul Lago Maggiore che, attraverso interviste con testimoni diretti e indiretti e commenti degli storici del CDEC e dell'Istituto storico della Resistenza Piero Fornara di Novara, analizza tutti e nove gli eccidi avvenuti nell'autunno del '43. Vi sono anche sezioni dedicate ai processi di Torino e Osnabrück, ai casi di ebrei salvati e sopravvissuti e al tema della rapina dei beni degli ebrei uccisi o costretti a fuggire. "Even" è il sasso ebraico della memoria che, per le vittime del lago Maggiore, non trova la tomba su cui posarsi e che fa da filo conduttore al filmato.